# Въшки
Въшките (Phthiraptera) са разред малки безкрили яйценосни насекоми.

## Описание
Въшките варират от 0,5 до 5 mm на дължина. Те не скачат за разлика от техните братовчеди бълхите. Имат тесни глави и овални, сплескани тела. Техните антени са къси с три до пет сегмента, а челюстите им, които могат да се прибират в главата, са приспособени за пробиване и смучене.
Трите им ларвни стадии приличат на възрастните. Те се хранят с перата и космите на гостоприемниците си и с люспи от епидермалния слой на кожата им. Рядко поглъщат капки кръв, които изтичат при разчесване на вроговените участъци на кожата. Когато върху един и същ вид паразитират няколко форми пухоядни, всеки от тях е приспособен и живее върху точно определен участък от тялото на гостоприемника (или върху определен тип пера), така че отделните паразити не се конкурират помежду си.

## Класификация
Разред Въшки
- Подразред Amblycera
  - Семейство Boopidae
  - Семейство Gyropidae
  - Семейство Laemobothriidae
  - Семейство Menoponidae
  - Семейство Ricinidae
  - Семейство Trimenoponidae
- Подразред Смучещи въшки (Anoplura)
  - Семейство Echinophthiriidae
  - Семейство Enderleinellidae
  - Семейство Haematopinidae
  - Семейство Hamophthiriidae
  - Семейство Hoplopleuridae
  - Семейство Hybophthiridae
  - Семейство Linognathidae
  - Семейство Microthoraciidae
  - Семейство Neolinognathidae
  - Семейство Pecaroecidae
  - Семейство Pedicinidae
  - Семейство Човешки въшки (Pediculidae)
  - Семейство Pthiridae
  - Семейство Polyplacidae
  - Семейство Ratemiidae
- Подразред Ischnocera
  - Семейство Heptapsogasteridae
  - Семейство Goniodidae
  - Семейство Philopteridae
  - Семейство Trichodectidae
- Подразред Rhyncophthirina
  - Семейство Haematomyzidae

## Видове
Съществуват около 5 хиляди вида въшки, но са описани около 300. Характерна е кокошата въшка, която живее по кожата на домашната кокошка. По патиците паразитира патешкият пухояд, а по пауна – пауновият пухояд.
В България се срещат и паразити по бозайниците, например кучешкият пухояд, който се заселва по космите на главата и врата на кучето. Премахва се чрез редовно къпане и напръскване на космената покривка с инсектициди. Това е важно, защото кучешкият пухояд е междинен гостоприемник на кучешките глисти.